# 贝亚特丽切·维奥
贝亚特丽切·维奥（義大利語：Beatrice Vio，1997年3月4日—），意大利女子击剑运动员。她曾代表意大利参加2016年和2020年夏季残疾人奥林匹克运动会轮椅击剑比赛，获得二枚金牌、一枚银牌和一枚铜牌。